# Plzeň
Plzeň, även känt som Pilsen (svenska och tyska) är en stad i västra Tjeckien med 169 858 invånare (2016), vilket gör staden till landets fjärde största stad (efter Prag, Brno och Ostrava). Staden är känd för sina bryggerier, däribland Pivovar Prazdroj (grundade 1842, mest kända för Pilsner Urquell), som producerade Pilsener Bier (därav det svenska ordet pilsner). Företaget Škodaverken grundades i staden 1859 och har fortfarande en omfattande produktion (Škoda-bilar tillverkas dock sedan 1924 inte i Plzeň, utan i Mladá Boleslav och verkstäderna i Plzeň har i stället tillverkat trådbussar, lokomotiv, järnvägsvagnar samt hade tidigare en omfattande vapenproduktion). Fotbollsmålvakten Petr Čech är född i staden.
Plzeň som är beläget i den bördiga Pilsenbäckenet vid sammanflödet av floderna Mže, Radbuza och Uslava. Staden erhöll stadsrättigheter 1292 och blev snabbt en betydande handelsplats genom sitt läge i mötesplatsen mellan flera viktiga trafikleder. Efter en tids nedgång fick staden ett nytt uppsving på 1800-talet när betydande stenkolsförekomster i närheten började utnyttjas. Senare blev Plzeň en betydande industristad; enbart Skodaverken hade på 1920-talet omkring 15 000 anställda.
Stadens synagoga är den näst största i Centraleuropa (efter den i Budapest). De flesta av stadens judar skickades dock 1942 till Theresienstadts koncentrationsläger. Historiskt sett har en stor andel av Plzeňs befolkning varit tysktalande, men denna fördrevs efter andra världskrigets slut i enlighet med Potsdamöverenskommelsen. 
Tillsammans med den belgiska staden Mons var Plzeň Europas kulturhuvudstad 2015.

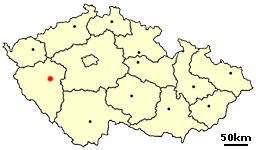
Plzeňs läge i Tjeckien

## Fotnoter
1. 1 2  Počet obyvatel v obcích České republiky k 1. 1. 2016. Population of municipalities of the Czech republic, 1 January 2016. (tjeckiska) (engelska) (xlsx) (pdf) Arkiverad 9 april 2020 hämtat från the Wayback Machine.
2. ↑  ”pilsner | SAOB”. www.saob.se. http://www.saob.se/artikel/?unik=P_0849-0045.T711&pz=5. Läst 12 september 2017.
3. ↑  Carlquist, Gunnar, red (1937). Svensk uppslagsbok. Bd 21. Malmö: Svensk Uppslagsbok AB. sid. 650
4. ↑  ”Pilsen ny kulturhuvdstad - DN.SE” (på svenska). DN.SE. 19 januari 2015. http://www.dn.se/resor/pilsen-ny-kulturhuvdstad/. Läst 26 maj 2017.